# Tommy Figueroa
Tomás Figueroa Campos (Juana Díaz, Puerto Rico, 14 de septiembre de 1935 - Ibidem, 12 de noviembre de 2009) fue un cantante puertorriqueño de boleros.

## Biografía
Nació en el barrio Capitanejo de la ciudad de Juana Díaz, el 14 de septiembre de 1935. Estudió y se graduó de la escuela intermedia Tomás Carrión Maduro del Barrio Arúz. De ahí pasó a estudiar a la Ponce High, graduándose en el año 1953. Luego, en ese mismo año ingresó al ejército como voluntario en la guerra de Corea, y se licenció en 1955. Por esa época, fue invitado a una audición para escoger la segunda voz del trío «Los Indianos», siendo recomendado por el locutor y publicista Sergio Negrón. De los diez que audicionaron, Figueroa fue seleccionado por sus habilidades para hacer voces y segunda guitarra.
Sus primeras apariciones por televisión ocurrieron en el programa “Show de las 12" que producía Tommy Muñiz y en el “Show del Monte” producido por Paquito Cordero. En 1957, grabó como solista su primer disco de 78 revoluciones que incluía los temas "Dilema de los dos" y "Sinceridad". Su estilo único de interpretar el bolero romántico pegó a partir de esa primera grabación. 
Como dato curioso en la trayectoria de Tommy está la grabación de plena "Habla Cuembé" que hizo con el combo de Rafael Cortijo, grabación en poder de los coleccionistas.
Falleció en la noche del 12 de noviembre de 2009, en su residencia en el barrio Galicia de Juana Díaz.

## Con Rafael Hernández
En una reunión de artistas conoció al compositor Rafael Hernández quien lo motivó a grabar junto a Wichy Rodríguez. El bolero «Que desdichado» de la autoría de Hernández alcanzó gran popularidad en la voz de Figueroa. 
Con Rafael y otros artistas Tommy fue de gira a Nueva York y se presentó en el Teatro Puerto Rico. Fue el primer puertorriqueño en cantar a dúo con la actriz y cantante argentina Libertad Lamarque, «La novia de América». Juntos interpretaron el bolero «Cantando». 
Figueroa realizó diversas apariciones en los Estados Unidos como en el teatro Jefferson de Manhattan y el Majestic de New Jersey. También en muchas ciudades en República Dominicana.

## Grabaciones
En su trayectoria artística grabó 48 discos de larga duración como solista en el género del bolero.
Entre sus últimos trabajos discográficos se encuentran los 24 Kilates, una recopilación de sus éxitos. Algunos de estos son Sonámbulo, Lindo Querubín, Camino de espinas, Mi Pensamiento, En el Tronco de un Árbol y otros. Luego lanzó otro larga duración con grandes éxitos donde incluyó dos canciones nuevas, compuestas por Rafael Hernández:  No me digas te quiero, escrita especialmente para él en el 1963, y Oui, Madame, acompañado por el primer requinto juanadino Justito Rivera.  Más tarde, grabó canciones como Me Equivoqué Contigo, Pasaste a La Historia y otras. 

## Reconocimientos
En el transcurso de su carrera artística ha recibido reconocimientos de entidades, amigos y del Gobierno de Puerto Rico. En el 2001 fue exaltado al Salón de los Inmortales en su pueblo natal de Juana Díaz y en 2004 en la Playa de Ponce. También el 16 de abril de 2006 fue premiado en reconocimiento a su trayectoria por Premios El Quijote en Río Grande y el 14 de agosto de este año se inauguró el Centro de Bellas Artes Ada Mage Zayas, de Juana Díaz, llevando el vestíbulo el nombre de Tommy Figueroa.

## Discografía
- Este Recuerdo Tuyo
- Propiedad Privada Otro Hit Musical
- Rosario De Penas
- Tommy Figueroa Romántico, Alegre y Sentimental
- Tommy Figueroa El Mimado De Las Novias 16 Éxitos, Un Millón de Recuerdos
- Sonámbulo
- Época de Oro Vol 1
- Época de Oro de Tommy Figueroa Vol 2
- Tommy Figueroa Canta
- Tommy Figueroa Los Deleita Con Sus Canciones Románticas
- Tommy Figueroa Ayer, Ahora y Siempre
- Tommy Figueroa Ayer Cien Mujeres y Hoy Que Me Perdonen Las Dos
- Maldito Abismo
- Tommy Figueroa El Sentimetal Con La Guitarra de Pascual (El Nuevo Rey)
- Trio los Condes y Tommy Figueroa "Puro sentimiento"
- 24 Kilates
- El Regreso del Mimado